# 뉴 잭 시티
《뉴 잭 시티》(영어: New Jack City)는 1991년 개봉한 미국의 범죄 액션 영화이다.

## 출연진
- 웨슬리 스나이프스 - 니노 브라운 역
- 아이스티 - 스코티 애플턴 형사 역
- 앨런 페인 - 제럴드 “지 머니” 웰스 역
- 크리스 록 - 베니 “푸키” 로빈슨 역
- 저드 넬슨 - 닉 퍼레티 형사 역
- 마리오 밴피블스 - 스톤 형사 역
- 마이클 미셸 - 설리나 토머스 역
- 빌 넌 - “더 더 더 맨” 역
- 러셀 웡 - 박 역
- 빌 코브스 - “올드 맨” 역
- 크리스토퍼 윌리엄스 - 커림 악바(카림 악바르) 역
- 버네사 에스텔 윌리엄스 - 키샤 역
- 샐머스 러술랄라 - 프레드 R. 프라이스 경찰국장 역
- 플레이버 플레이브 - DJ 역
- 키스 스웻 - 결혼식 가수 역

## 기타 제작진
- 공동 제작: 프레스턴 L. 홈스

## 시청 등급
- 대한민국: 청소년 관람불가